# Grota św. Huberta w Spale
Grota św. Huberta w Spale – sztuczna grota zbudowana z głazów zlokalizowana nad Pilicą, na wschodnim skraju Spały (województwo łódzkie, powiat tomaszowski), w obrębie rezerwatu przyrody Spała. 

## Historia
Obiekt powstał w okresie polowań rosyjskiego cara Aleksandra III, który posiadał w Spale swoją rezydencję. Dwa z głazów mają naniesione inskrypcje: inicjały carskie i datę – 1894.IX.14. Na innym z kamieni spalscy leśnicy wmurowali 5 listopada 1933 tablicę ku czci prezydenta Ignacego Mościckiego, wskrzesiciela tradycji św. Huberta. Od tego czasu grota nosi obecne imię. 
W pobliżu budowli znajduje się głaz z wyrytym napisem Lord 1935 r., upamiętniającym ulubionego psa myśliwskiego prezydenta Mościckiego. W niedużej odległości od groty stoi również altana wypoczynkowa o nazwie Spalski Grzybek. Stanowi ona miejsce pikników.